# Campionati asiatici di badminton 1991
I Campionati asiatici di badminton 1991 si sono svolti a Kuala Lumpur, in Malaysia. È stata la 10ª edizione del torneo, organizzato dalla Badminton Asia.

## Podi
| Evento              | Oro                            | Argento                     | Bronzo                        |
| Singolare maschile  | Rashid Sidek                   | Foo Kok Keong               | Eddy Kurniawan                |
| Singolare maschile  | Rashid Sidek                   | Foo Kok Keong               | Wu Wenkai                     |
| Singolare femminile | Yuliani Santosa                | Shim Eun-jung               | Chen Ying                     |
| Singolare femminile | Yuliani Santosa                | Shim Eun-jung               | Lee Heung-soon                |
| Doppio maschile     | Kim Moon-soo Park Joo-bong     | Chen Hongyong Chen Kang     | Cheah Soon Kit Soo Beng Kiang |
| Doppio maschile     | Kim Moon-soo Park Joo-bong     | Chen Hongyong Chen Kang     | Richard Mainaky Ricky Subagja |
| Doppio femminile    | Chung So-young Hwang Hye-young | Gil Young-ah Shim Eun-jung  | Liu Yuhong Wu Wenjing         |
| Doppio femminile    | Chung So-young Hwang Hye-young | Gil Young-ah Shim Eun-jung  | Pan Li Wu Yuhong              |
| Doppio misto        | Park Joo-bong Chung Myung-hee  | Lee Sang-bok Chung So-young | Tan Kim Her Tan Sui Hoon      |
| Doppio misto        | Park Joo-bong Chung Myung-hee  | Lee Sang-bok Chung So-young | Yu Yong Wu Yuhong             |